# Rikiya Saruyama
Rikiya Saruyama (jap. 猿山 力也 Saruyama Rikiya; * 15. Februar 1984 in Nagareyama) ist ein japanischer Leichtathlet, der sich auf den Weitsprung spezialisiert hat.

## Sportliche Laufbahn
Erste internationale Erfahrungen sammelte Rikiya Saruyama im Jahr 2009, als er bei den Ostasienspielen in Hongkong mit einer Weite von 7,71 m die Bronzemedaille hinter dem Chinesen Li Jinzhe und seinem Landsmann Naohiro Shinada gewann. Im Jahr darauf siegte er bei den Hallenasienmeisterschaften in Teheran mit 7,65 m und 2011 gewann er bei den Asienmeisterschaften in Kōbe mit egalisierter Bestleistung von 8,05 m die Bronzemedaille hinter dem Chinesen Su Xiongfeng und Supanara Sukhasvasti aus Thailand. 2012 gewann er dann bei den Hallenasienmeisterschaften in Hangzhou mit einem Sprung auf 7,63 m die Silbermedaille hinter dem Chinesen Li Jinzhe.

## Persönliche Bestleistungen
- Weitsprung: 8,05 m (+0,9 m/s), 16. April 2011 in Walnut
  - Weitsprung (Halle): 7,77 m, 11. März 2010 in Nanjing